# Адміністративний устрій Гайсинського району
Адміністративний устрій Гайсинського району — адміністративно-територіальний поділ Гайсинського району Вінницької області на 1 міську раду і 26 сільських рад, що об'єднують 63 населені пункти та підпорядковуються Гайсинській районній раді. Адміністративний центр — місто Гайсин..

## Список міських і сільських радГайсинського району
| №  | Назва                               | Центр                 | Населені пункти                                        | Площа км² | Місце за площею | Населення (2001), чол. | Місце за населенням |
| -- | ----------------------------------- | --------------------- | ------------------------------------------------------ | --------- | --------------- | ---------------------- | ------------------- |
| 1  | Гайсинська міська рада              | м. Гайсин             | м. Гайсин с-ще Млинки                                  |           |                 |                        |                     |
| 2  | Бондурівська сільська рада          | с. Бондурі            | с. Бондурі с. Шура-Бондурівська                        |           |                 |                        |                     |
| 3  | Бубнівська сільська рада            | с. Бубнівка           | с. Бубнівка с. Дмитренки с. Новоселівка                |           |                 |                        |                     |
| 4  | Гранівська сільська рада            | с. Гранів             | с. Гранів                                              |           |                 |                        |                     |
| 5  | Грузька сільська рада               | с. Грузьке            | с. Грузьке                                             |           |                 |                        |                     |
| 6  | Губницька сільська рада             | с. Губник             | с. Губник с-ще Губник                                  |           |                 |                        |                     |
| 7  | Гунчанська сільська рада            | с. Гунча              | с. Гунча с. Адамівка                                   |           |                 |                        |                     |
| 8  | Жерденівська сільська рада          | с. Жерденівка         | с. Жерденівка с. Розівка с. Тимар                      |           |                 |                        |                     |
| 9  | Зятковецька сільська рада           | с. Зятківці           | с. Зятківці с. Бур'яни с-ще Зятківці с-ще Лісна Поляна |           |                 |                        |                     |
| 10 | Карбівська сільська рада            | с. Карбівка           | с. Карбівка с. Заріччя с. Кисляк                       |           |                 |                        |                     |
| 11 | Кіблицька сільська рада             | с. Кіблич             | с. Кіблич с. Мелешків с. Огіївка                       |           |                 |                        |                     |
| 12 | Краснопільська сільська рада        | с. Краснопілка        | с. Краснопілка                                         |           |                 |                        |                     |
| 13 | Кузьминецька сільська рада          | с. Кузьминці          | с. Кузьминці с. Павлівка с. Сокільці с. Щурівці        |           |                 |                        |                     |
| 14 | Кунківська сільська рада            | с. Кунка              | с. Кунка                                               |           |                 |                        |                     |
| 15 | Кунянська сільська рада             | с. Куна               | с. Куна с. Кочурів с. Крутогорб с. Мар'янівка          |           |                 |                        |                     |
| 16 | Кущинецька сільська рада            | с. Кущинці            | с. Кущинці с. Бережне с. Борсуки с. Гнатівка           |           |                 |                        |                     |
| 17 | Ладижинсько-Хутірська сільська рада | с. Ладижинські Хутори | с. Ладижинські Хутори                                  |           |                 |                        |                     |
| 18 | Митківська сільська рада            | с. Митків             | с. Митків с. Степове с. Тишківка с. Тишківська Слобода |           |                 |                        |                     |
| 19 | Михайлівська сільська рада          | с. Михайлівка         | с. Михайлівка                                          |           |                 |                        |                     |
| 20 | Мітлинецька сільська рада           | с. Мітлинці           | с. Мітлинці с-ще Карбівське с. Шура-Мітлинецька        |           |                 |                        |                     |
| 21 | Нараївська сільська рада            | с. Нараївка           | с. Нараївка                                            |           |                 |                        |                     |
| 22 | Носовецька сільська рада            | с. Носівці            | с. Носівці с. Косанове с-ще Трубочка                   |           |                 |                        |                     |
| 23 | Семиріцька сільська рада            | с. Семирічка          | с. Семирічка с. Рахни с-ще Хороша                      |           |                 |                        |                     |
| 24 | Степашківська сільська рада         | с. Степашки           | с. Степашки                                            |           |                 |                        |                     |
| 25 | Харпацька сільська рада             | с. Харпачка           | с. Харпачка                                            |           |                 |                        |                     |
| 26 | Чечелівська сільська рада           | с. Чечелівка          | с. Чечелівка с. Рахнівка с. Тарасівка                  |           |                 |                        |                     |
| 27 | Ярмолинецька сільська рада          | с. Ярмолинці          | с. Ярмолинці с. Басаличівка                            |           |                 |                        |                     |

* Примітки: м. — місто, сел. — селище, с. — село